# شرعوية (فلسفة غربية)
الشرعوية، بمعناها القانوني الغربي، هي نهج تحليل المسائل القانونية بالتفكير المنطقي  المجرد المعمول به بالنصوص المتداولة، مثل الدستور، التشريعات، أو السوابق القضائية، بدلا من الاعتماد على  السياقات الاجتماعية أو الاقتصادية أو السياسية. كما يمكن للشرعوية أن تحدث في التقليد المدنية وفي القانون العام على السواء.
في معناها الأضيق، تؤيد فكرة الشرعوية أن المواد القانونية المتداولة والمتعارف عليها تحتوي بالفعل الحلول  الصحيحة لكثير من المسائل القانونية التي قد تنشأ.
كما تحدد الشرعوية عادة أن من مهام القاضي اعتماد أسس آلية عند تناول المسائل القانونية.

## التسمية
الشرعوية هي ترجمة للمصطلح "legalism" الإنكليزي. وقد ترجمها البعض بكلمة «بالقانون». ولها نفس معنى الـ«فقه» لكن لهذا المصطلح في اللثقافة العربية والإسلامية صيغة دينية.